# Alteburger Mühle

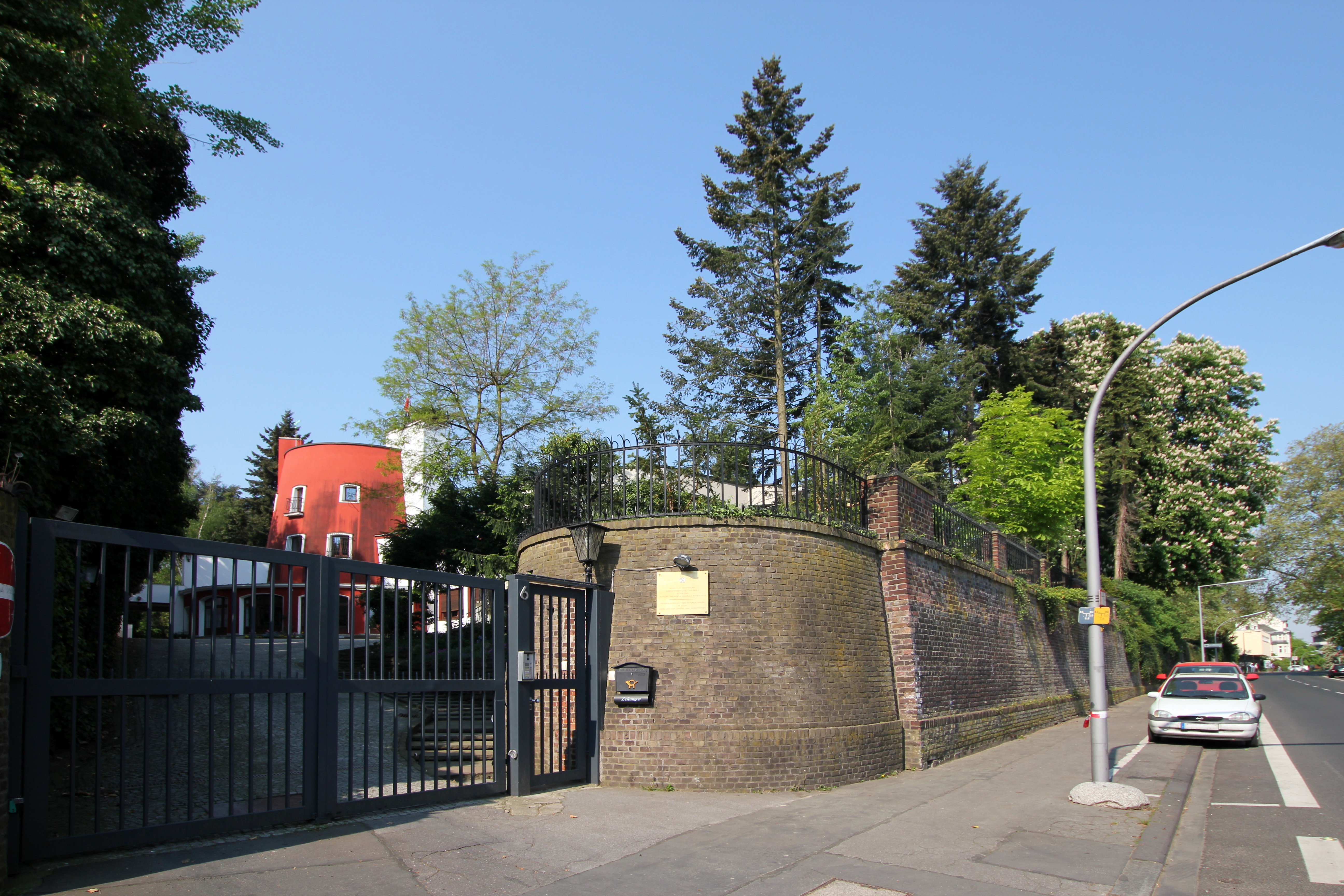
Eingang zur Alteburger Mühle (2011)

Die Alteburger Mühle ist eine ehemalige Windmühle im Kölner Stadtteil Marienburg, die Ende des 18. Jahrhunderts auf den Fundamenten eines mittelalterlichen Turms im Gebiet des römischen Flottenkastells Alteburg errichtet wurde. Sie wurde mehrfach um Anbauten ergänzt und ist heute Sitz der Handelsabteilung des polnischen Generalkonsulats in Köln. Die Mühle ist das älteste erhaltene Bauwerk Marienburgs und steht als Baudenkmal unter Denkmalschutz.

## Lage
Die ehemalige Mühle befindet sich im äußeren Nordosten des Stadtteils Marienburg an der Straße An der Alteburger Mühle (Hausnummer 6), knapp 100 m westlich des Rheinufers (Oberländer Ufer).

## Geschichte
Der Ursprung der Mühle liegt aller Wahrscheinlichkeit nach in einem Rundturm mit schwerem, gemischten Mauerwerk aus Basaltlava und weiteren Steinsorten. Er wurde im Jahre 1209 gemeinsam mit einer benachbarten Kapelle im Bereich des vormaligen römischen Flottenkastells Alteburg erwähnt, der sich seinerzeit im Besitz des Stifts St. Severin befand. Als Bauzeit lässt sich das 12./13. Jahrhundert annehmen, da die Mauertechnik des Turms derjenigen der Kölner Stadtmauer zur gleichen Zeit ähnelt. Ab dem 14. Jahrhundert als „Aldeburch“ verzeichnet, wurde diese Burganlage möglicherweise während der Kölner Stiftsfehde im Jahre 1474 geschleift.:XV Auf den Resten des Turms ließ der Kölner Kaufmann Johann Wilhelm Huybens vermutlich einige Jahre, nachdem er 1782 auf dem Gelände einen 20 Morgen umfassenden englischen Garten:XVII hatte anlegen lassen, eine Holländerwindmühle in der Variante eines Galerieholländers errichten. Dabei wurde der mittelalterliche Turmstumpf aufgemauert, oberhalb dessen in Backstein die Galerie neu erstellt und auf diese ein sich nach oben verjüngender, dreigeschossiger Mühlenturm samt Haube für die Mühlenflügel aufgesetzt. Baumaterial für den Turm war ebenfalls Backstein, für die Fassung der Gewände wurde Sandstein verwendet.

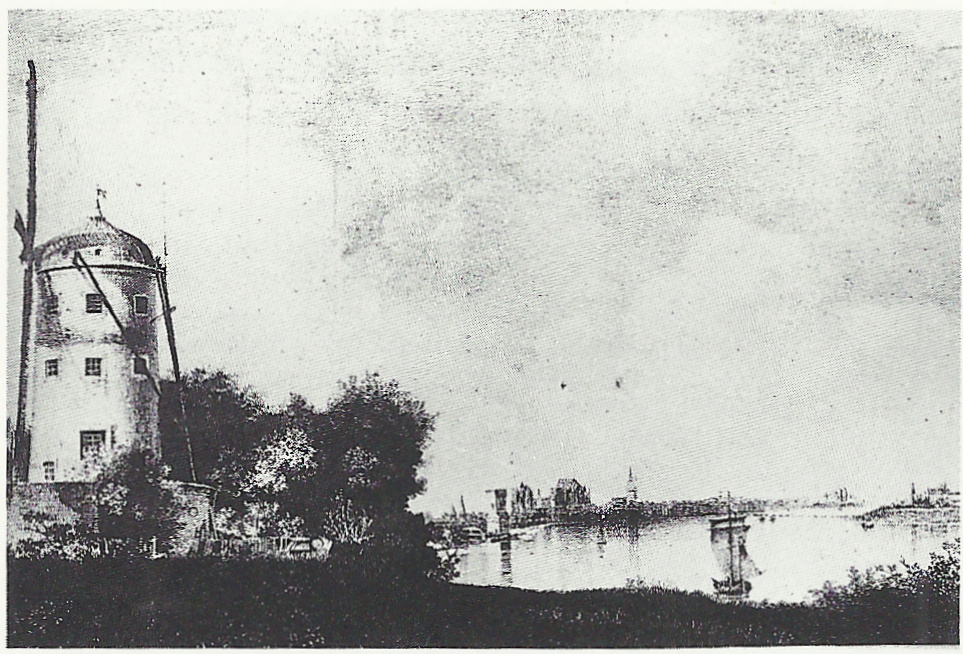
Joseph Haecke: Alteburger Mühle (um 1830/40)

Die Alteburger Mühle war Teil des „Guts Alte Burg“, das laut einem Kaufvertrag aus dem Jahre 1813 außerdem aus einem Wohnhaus (Herrenhaus), Ökonomiegebäuden, Garten und Ackerländereien bestand. Unter dem neuen Eigentümer Ludwig Böcking erfolgte ab 1835 eine Nutzung als Knochenstampfmühle für eine Kalk- und Knochenbrennerei. 1858 wurde die Mühle durch ein Feuer teilweise zerstört. Aus dem Besitz des Immobilienmaklers Paul Joseph Hagen ging sie in den der Bayenthaler Kölnischen Maschinenbau-AG über, die kurz nach 1870 auf dem Grundstück nach dem Abriss des Herrenhauses Angestellten- und Direktorenhäuser erbauen ließ und in der Mühle eine Restauration einrichtete. Die Galerie wurde dabei zu einem Aussichtsbalkon umfunktioniert und mithilfe einer breiten Treppenanlage zugänglich gemacht; eine neu erstellte Veranda grenzte das Bauwerk seither zu einer benachbarten Brauerei ab. Das Restaurant stellte spätestens im Ersten Weltkrieg seinen Betrieb ein, woraufhin die Mühle unterschiedlichen Zwecken und Mietern diente. Um 1930 wurde auf Initiative von Georg Falck eine Stützmauer entlang der Straße An der Alteburger Mühle errichtet.:XL Im Zweiten Weltkrieg brannte der Mühlenturm aus, wurde aber anschließend wiederhergestellt und die Mühle 1950/51 unter Freilegung der mittelalterlichen Fundamente nach Plänen der Bauzentrale der Westdeutschen Kaufhof AG um einen Anbau zum Wohnhaus erweitert, wobei auch die Galerie in Fortfall kam.
1977 nahm in der Alteburger Mühle das Büro des Handelsrats der in Marienburg ansässigen Botschaft der Volksrepublik Polen am Regierungssitz Bonn seinen Sitz, das die Funktion einer Handelsabteilung der Botschaft wahrnahm. Für die neue Nutzung erfuhr die Alteburger Mühle 1977/78 eine Erweiterung nach einem Entwurf der Architekten Helmut Plück und Manfred Walther, sodass ein ein- bis fünfgeschossiges Bautenensemble mit dem Mühlenturm als Kern entstand. Nachdem die polnische Botschaft im Zuge der Verlegung des Regierungssitzes 1999 nach Berlin umgezogen und die zunächst in Köln verbliebene Außenstelle der Botschaft 2001 in ein Generalkonsulat umgewandelt worden war, blieb das Büro des Handelsrats in der Alteburger Mühle als Handelsabteilung des Generalkonsulats bestehen. Diese firmiert heute unter der Bezeichnung Abteilung für Handel und Investitionen. Die ehemalige Mühle selbst wird im Erdgeschoss als Eingangsbereich des Konsulats und im Bereich des Rundturms als Empfangs- und Büroraum genutzt. 2014 fand in den Räumlichkeiten erstmals die vom Generalkonsulat veranstaltete Konzertreihe Marienburger Matineen statt. Seit dem Umzug des Generalkonsulats innerhalb Kölns von der Villa Lindenallee 7 in den MediaPark (2013) ist die Alteburger Mühle der einzige verbliebene Standort einer Auslandsvertretung in Marienburg.
Die Eintragung der Alteburger Mühle in die Denkmalliste der Stadt Köln erfolgte am 20. Dezember 1983.